# 로스앤젤레스 대도시권

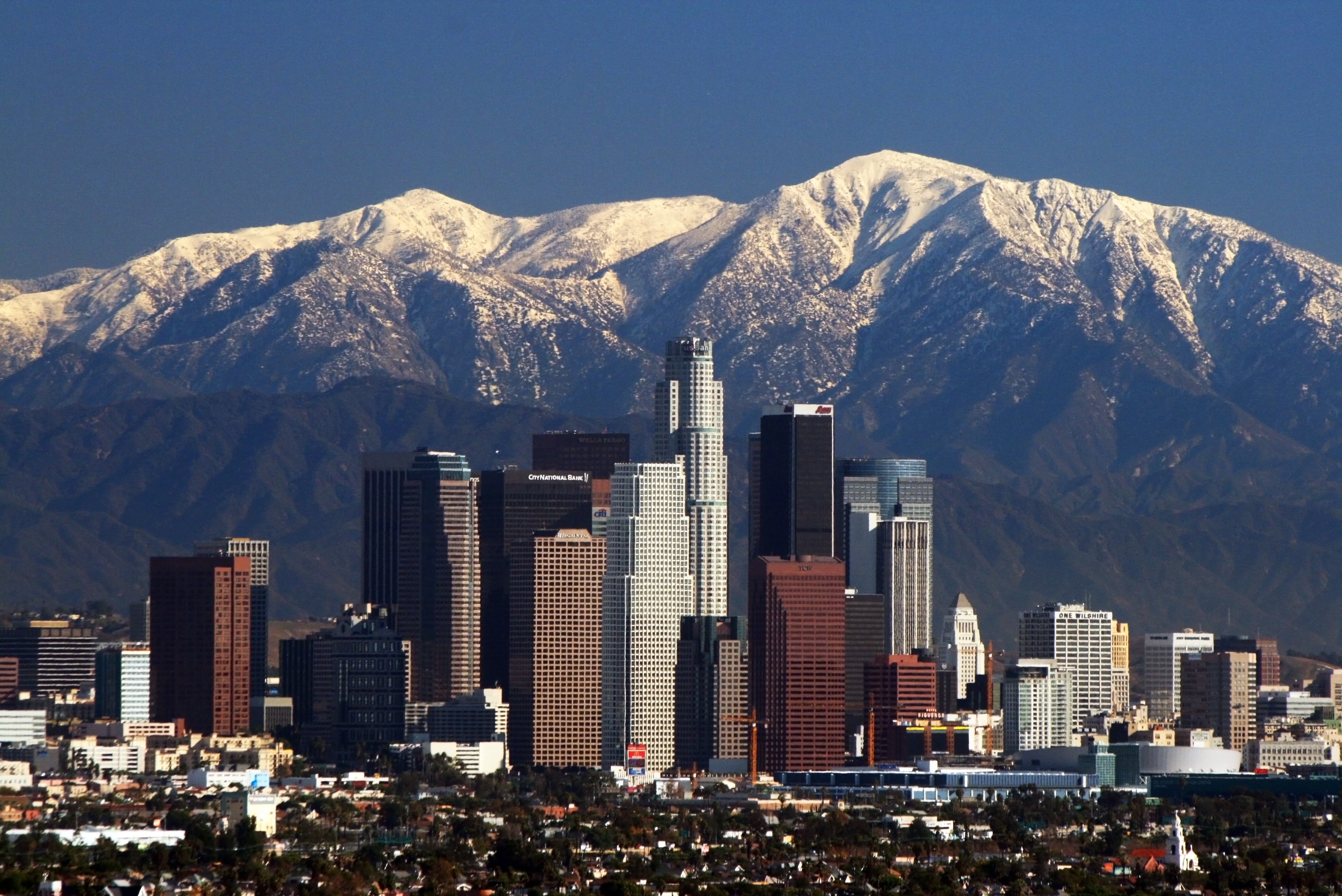
로스앤젤레스 대도시권

로스앤젤레스 대도시권(Greater Los Angeles Area)은 캘리포니아주 로스앤젤레스의 대도시권을 아우르는 말이다.

## 같이 보기
- 남부 캘리포니아